# Фрейшу-де-Нуман
Фрейшу-де-Нуман (порт. Freixo de Numão) — населённый пункт и район в Португалии, входит в округ Гуарда. Является составной частью муниципалитета Вила-Нова-де-Фош-Коа. По старому административному делению входил в провинцию Траз-уж-Монтиш и Алту-Дору. Входит в экономико-статистический субрегион Доуру, который входит в Северный регион. Население составляет 652 человека на 2001 год. Занимает площадь 27,42 км².
Покровителем района считается Апостол Пётр (порт. São Pedro).